# Episodi di Voltron: Legendary Defender (settima stagione)
La settima stagione della serie d'animazione Voltron: Legendary Defender, composta questa volta da 13 episodi, è stata interamente pubblicata su Netflix il 10 agosto 2018.
In Italia è stata pubblicata su Netflix l'8 gennaio 2021.
| N° (serie) | N° (stagione) | Titolo originale       | Titolo italiano                        | Data in USA    | Data Italia    |
| ---------- | ------------- | ---------------------- | -------------------------------------- | -------------- | -------------- |
| 53         | 01            | A Little Adventure     | Una piccola avventura                  | 10 agosto 2018 | 8 gennaio 2021 |
| 54         | 02            | The Road Home          | Ritorno a casa                         | 10 agosto 2018 | 8 gennaio 2021 |
| 55         | 03            | The Way Forward        | Andare avanti                          | 10 agosto 2018 | 8 gennaio 2021 |
| 56         | 04            | The Freud!             | La faida                               | 10 agosto 2018 | 8 gennaio 2021 |
| 57         | 05            | The Ruins              | Le rovine                              | 10 agosto 2018 | 8 gennaio 2021 |
| 58         | 06            | The Journey Within     | Viaggio tra corpo e mente              | 10 agosto 2018 | 8 gennaio 2021 |
| 59         | 07            | The Last Stand: Part 1 | L'ultima resistenza (prima parte)      | 10 agosto 2018 | 8 gennaio 2021 |
| 60         | 08            | The Last Stand: Part 2 | L'ultima resistenza (seconda parte)    | 10 agosto 2018 | 8 gennaio 2021 |
| 61         | 09            | Know Your Enemy        | Conoscere il nemico                    | 10 agosto 2018 | 8 gennaio 2021 |
| 62         | 10            | Heart of the Lion      | Cuor di leone                          | 10 agosto 2018 | 8 gennaio 2021 |
| 63         | 11            | Trial By Fire          | La prova del fuoco                     | 10 agosto 2018 | 8 gennaio 2021 |
| 64         | 12            | Lions' Pride: Part 1   | L'orgoglio di un leone (prima parte)   | 10 agosto 2018 | 8 gennaio 2021 |
| 65         | 13            | Lions' Pride: Part 2   | L'orgoglio di un leone (seconda parte) | 10 agosto 2018 | 8 gennaio 2021 |